# Cratere Lalande
Lalande è un cratere lunare di 23,54 km situato nella parte sud-occidentale della faccia visibile della Luna.
Il cratere è dedicato all'astronomo francese Jérôme Lalande.

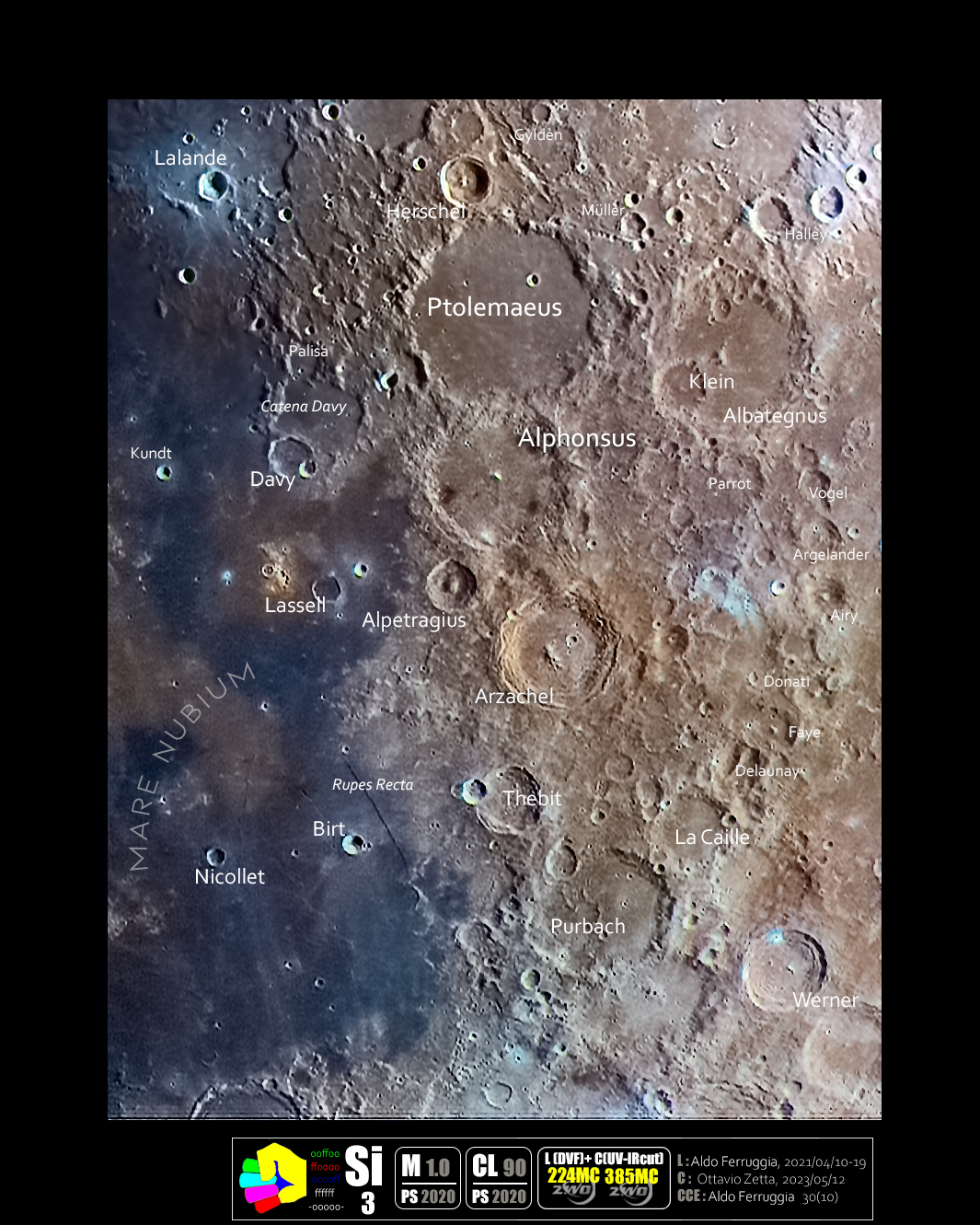
Il cratere(in alto a sinistra) con le strutture vicine in una Immagine Selenocromatica(Si)

## Crateri correlati
Alcuni crateri minori situati in prossimità di Lalande sono convenzionalmente identificati, sulle mappe lunari, attraverso una lettera associata al nome.
| Lalande | Coordinate           | Diametro (in km) |
| ------- | -------------------- | ---------------- |
| A       | 6°38′24″S 9°48′36″W  | 12,25            |
| B       | 3°07′48″S 9°01′12″W  | 7,68             |
| C       | 5°36′00″S 6°54′36″W  | 9,98             |
| D       | 6°12′00″S 7°28′48″W  | 7,12             |
| E       | 3°30′36″S 10°46′12″W | 3,15             |
| F       | 2°39′00″S 10°04′48″W | 3,06             |
| G       | 6°12′00″S 7°57′36″W  | 3,96             |
| N       | 5°34′48″S 5°44′24″W  | 5,7              |
| R       | 4°42′36″S 7°01′12″W  | 23,62            |
| T       | 5°10′48″S 7°33′36″W  | 3,64             |
| U       | 3°10′12″S 8°09′36″W  | 3,95             |
| W       | 6°34′12″S 5°36′36″W  | 14,75            |